# Aermacchi MB-339
Аэрмакки MB-339 (итал. Aermacchi MB-339) — итальянский учебно-боевой самолёт и лёгкий штурмовик, разработанный для замены MB-326. Совершил первый полёт 12 августа 1976 года. Серийно производится с 1978 года, состоит на вооружении ВВС Италии, поставлялся в 8 стран мира. Самолёты этой серии стоят на вооружении пилотажной группы итальянских ВВС Frecce Tricolori.

## История
В 1972 году в конструкторском бюро итальянской фирмы "Аэрмакки" начали разработку нового реактивного учебно-боевого самолета. Самолет предназначался для основной и повышенной подготовки летчиков, и мог быть использован в качестве легкого ударного самолета. Проектируемый самолет был призван заменить самолеты МВ-326 и G.91Т. Самолет, получивший обозначение как МВ-339 задумывалась как дальнейшее развитие самолета МВ-326 с очень высокой степенью конструктивной преемственности.
Конструкторы представили несколько вариантов самолета с различными двигателями и компоновкой. В феврале 1975 года итальянские ВВС признали версию с турбореактивным двигателем "Вайпер" удовлетворяющий их требованиям. В 1978 году началось серийное производство. ВВС Италии приняли на вооружение 101 самолет МВ-339, большинство из которых составляли учебные МВ-339А, способные также осуществлять непосредственную поддержку войск. Четыре самолета были переоборудованы для исследования нагрузок на конструкцию, несколько других для показательных выступлений национальной пилотажной группы "Фречче Триколори".
Поскольку потенциальные зарубежные клиенты были заинтересованы в получении самолета, способного выполнять функции легкого штурмовика, на МВ-339 предусмотрели шесть подкрыльевых узлов подвески. Помимо авиабомб и пусковых установок неуправляемых ракет самолет может нести контейнеры с пушками калибра 30 мм, управляемые ракеты "воздух-земля", а для самообороны управляемые ракеты воздушного боя. Общая масса боевой нагрузки может достигать 1800 кг.

## Конструкция
Аэрмакки МВ-339 - реактивный учебно-тренировочный самолет и легкий штурмовик, конструктивно представляет собой цельнометаллический моноплан с низкорасположенным крылом. В конструкции самолета использованы легкие алюминиевые сплавы и нержавеющая сталь. Конструкция основных элементов планера  и некоторых других агрегатов и узлов самолета МВ-339 заимствована у самолета МВ-326.
Фюзеляж - наиболее существенные изменения коснулись передней части фюзеляжа, для самолета МВ-339 была создана кабина, условия обзора из которой значительно лучше, чем у МВ-326. Экипаж самолета располагается в кабине друг за другом. Во время полета курсант располагается впереди, а кресло инструктора подняли на 0,33 м относительно переднего, чтобы обеспечить лучшую видимость над головой курсанта. Кабина герметична и закрыта сбрасываемым фонарем, который срабатывает в сочетании с двумя катапультами креслами. В задней нижней части фюзеляжа установили два дополнительных киля.
Силовая установка - турбореактивный двигатель Viper Mk.632-43 английской фирмы "Роллс-Ройс", который выпускается по лицензии на заводах итальянской фирмы "Фиат". Максимальная статическая тяга двигателя - 1814 кгс.
Состав вооружения зависит от модификации самолета.

## Модификации
MB-339X
2 прототипа.
MB-339A
Легкий штурмовик и учебно-боевой самолет, построено 107 экземпляров для ВВС Италии. Поставлялись с 1979 по 1995 годы.
MB-339PAN
Самолет для показательных акробатических полетов, 21 экземпляр из модели MB-339A.
MB-339RM
Самолет для калибровки радиооборудования, 4 экземпляра из модели MB-339A. В конце 1980-х вновь переделаны в модификацию MB-339A.
MB-339AM
Легкий штурмовик и учебно-боевой самолет для Малайзии, построено 13 экземпляров.
MB-339AN
Легкий штурмовик и учебно-боевой самолет для Нигерии, построено 12 экземпляров.
MB-339AP
Легкий штурмовик и учебно-боевой самолет для Перу, построено 16 экземпляров.
MB-339K Veltro II
одноместная модификация, предназначенная для выполнения задач по непосредственной авиационной поддержке сухопутных войск, 1 экземпляр.
MB-339B
опытный учебный самолет с более мощным двигателем Viper Мk.680-43, 1 экземпляр.
MB-339C
вариант МВ.339А с новой авионикой
MB-339CB
Легкий штурмовик и учебно-боевой самолет для Новой Зеландии, построено 18 единиц. Самолет оснащен двигателем Viper 680-43, лазерным дальномером, радар-детектором.
MB-339CD
Легкий штурмовик и учебно-боевой самолет, построено 30 экземпляров для ВВС Италии.
MB-339FD
Легкий штурмовик и учебно-боевой самолет, экспортный вариант MB-339CD.
MB-339CM
Легкий штурмовик и учебно-боевой самолет для Малайзии.

## На вооружении

### Состоит на вооружении
- Италия — на вооружении с 1979 года. По состоянию на 2024 год — 21 MB-339A, 28 MB-339CD, 15 MB-339PAN[3]
- Малайзия — на вооружении с 1983 года. По состоянию на 2017 год — 7 MB-339C[4]
- Эритрея — на вооружении с 1997 года. Применялись во время Эфиопо-эритрейского конфликта 1998-2000 годов. Один самолет сбит 6 июня 1998 года. По состоянию на 2017 год — 4 MB-339CE[5]

### Состояли на вооружении
- Аргентина — состояли на вооружении авиации ВМС (10 самолетов). Применялись в Фолклендской войне, в ходе которой зафиксирована 1 боевая (27 мая 1982 года) и 1 небоевая (3 мая 1982 года) потери, 3 самолета захвачены британскими военными на аэродроме Порт-Стэнли.
- Гана — 4 самолета.
- Нигерия — 12 самолетов.
- Новая Зеландия — на вооружении с 1991 года. Получили 18 самолетов, 9 из которых, после списания, проданы частной компании Draken International (США).
- ОАЭ — 10 самолётов.
- Перу — 14 самолетов.

## Тактико-технические характеристики
Приведённые данные соответствуют модификации MB-339A.

### Технические характеристики
- Экипаж: 1-2 человека
- Длина: 10,97 м
- Размах крыла: 10,86 м
- Высота: 3,99 м
- Площадь крыла: 19,3 м²
- База шасси: 4,37 м
- Масса снаряжённого: 3136 кг
- Масса нормальная взлётная: 4400 кг
- Масса максимальная взлётная: 5895 кг
- Ёмкость внутренних топливных баков: 1100 л
- Двигатель: Роллс-Ройс «Вайпер» 20 Mk.632-43 (1×17,79 кН)

### Лётные характеристики
- Максимальная скорость: 926 км/ч
- Крейсерская скорость: 817 км/ч
- Боевой радиус: 228—1760 км (в зависимости от вооружения и профиля полёта)
- Практическая дальность: 2110 км
- Практический потолок: 14 630 м
- Скороподъёмность: 33,5 м/с (2010 м/мин)
- Длина разбега с нормальной взлётной массой: 914 м
- Длина пробега с нормальной посадочной массой: 415 м

### Вооружение
- Боевая нагрузка: до 2040 кг на 6 точках подвески